# Synagoga w Goniądzu
Synagoga w Goniądzu – nieistniejąca synagoga znajdująca się Goniądzu na wzgórzu, w centrum dawnej dzielnicy żydowskiej.
Została zbudowana w drugiej połowie XVIII w. lub na początku XIX w. Podczas II wojny światowej, w lipcu 1941 została spalona przez hitlerowców. Po wojnie na miejscu synagogi wybudowano nowy budynek, w którym obecnie znajduje się Państwowy Młodzieżowy Ośrodek Wychowawczy (Pałac 11 listopada 37). Na wzgórzu, gdzie stała synagoga zachował się przebudowany budynek po jesziwie i hederze.

## Architektura
Murowany budynek synagogi wzniesiono na planie prostokąta. Budynek zawierający salę główną z poprzedzającą ją sienią, nad którą znajdował się babiniec tworzył wzdłużną bryłę przekrytą dachem dwuspadowym, łamanym, dwukondygnacyjnym. Ściany zewnętrzne były gładkie, bez przypór, lizen i pilastrów. Na ścianie wschodniej w osi ryzalit mieszczący aron ha-kodesz od strony sali głównej posadowionej na planie zbliżonym do kwadratu. Wewnątrz synagoga miała skromne wyposażenie. Ściany w sali głównej we wnętrzu także gładkie, bez artykulacji; okna umieszczone wysoko, prostokątne, wewnątrz przesklepione łukami odcinkowymi, rozmieszczone po cztery w każdej z trzech ścian zewnętrznych. Ściany górą, powyżej okien obiegała drewniana faseta, zapewne uformowana na ułożonych na ścianach wspornikach. Na niej i na wewnętrznych, drewnianych słupach, opierał się ruszt, którego odeskowanie od spodu tworzyło ośmioboczną, otoczoną balustradą galerię. Poprzez obrzeżony deskami wycinanymi w falbany otwór galerii ukazywała się drewniana, pozorna, ośmioboczna kopuła, w przęśle wschodnim przechodząca w półkolistą lunetę. Elementem sali głównej był bogato zdobiony drewniany, dwukondygnacyjny aron ha-kodesz, do którego wstępowało się po kilku stopniach obramowanych drewnianą balustradą z tralek. Kondygnacja dolna zawierała szafę do przechowywania rodału flankowaną parami uskakujących kolumienek o kanelowanych trzonach z korynckimi głowicami, niosącymi łamane belkowanie. W kondygnacji górnej między kolumienkami o trzonach oplecionych winoroślą wbudowano Tablice Przykazań; nad nimi dłonie w geście błogosławieństwa, zwieńczone koroną. Obie kondygnacje poszerzone „skrzydłami” z wici roślinnych.